# 康塔龙
康塔龙（法語：Cantaron，法語發音：[kɑ̃taʁɔ̃]）是法国滨海阿尔卑斯省的一个市镇，位于该省南部偏东，属于尼斯区。

## 地理
康塔龙（43°45'42"N, 7°19'7"E）面积7.38 平方千米，位于法国普罗旺斯-阿尔卑斯-蓝色海岸大区滨海阿尔卑斯省，该省份为法国东南部沿海省份，南濒地中海，西南至瓦尔省，西北接上普罗旺斯阿尔卑斯省，北部和东部与意大利接壤。
与康塔龙接壤的市镇（或旧市镇、城区）包括：布洛萨斯克、沙托纳维勒维耶伊尔、孔特、德拉普、尼斯、图雷特勒旺斯、拉特里尼泰。

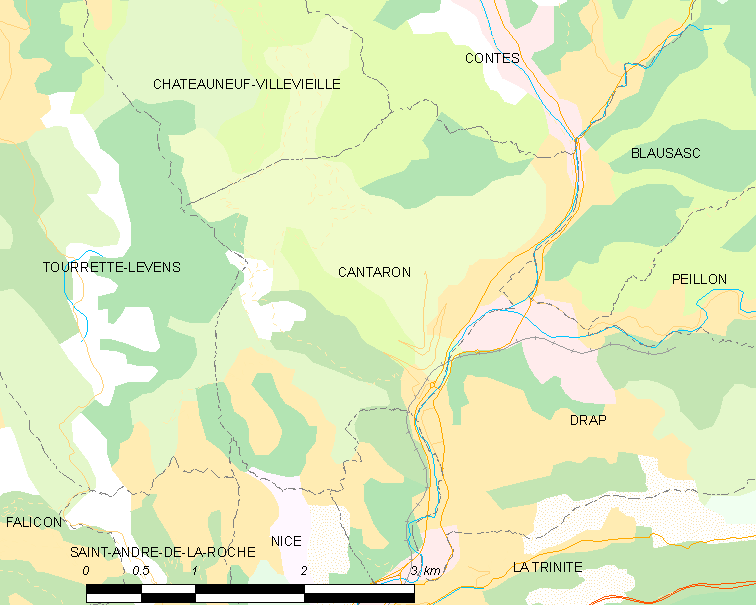
康塔龙的OSM定位图

康塔龙的时区为UTC+01:00、UTC+02:00（夏令时）。

## 行政
康塔龙的邮政编码为06340，INSEE市镇编码为06031。

## 政治
康塔龙所属的省级选区为孔特县。

## 人口

1962-2008年间康塔龙人口变化图示

康塔龙于2022年1月1日时的人口数量为1276人。